# Vladimir Vodoff
Vladimir Vodoff (ou Wladimir Vodoff), né à Paris le 9 mai 1935 et mort le 14 janvier 2009 à Fontainebleau, est un historien médiéviste français d'origine russe, spécialiste de la Russie médiévale.

## Biographie

### Origines russes
Vladimir Vodoff naît à Paris le 9 mai 1935 dans une famille qui a fui la Russie après la révolution bolchevique. Sa mère est issue d'une famille d'industriels dont une partie est tuée ou disparaît en 1918. Son père est un officier de l'armée blanche auquel les Russes imposent d'abandonner son nom de famille ukrainien, Nepivoda, pour celui, russe, de Vodoff. La famille parle russe et le jeune Vladimir apprend le français à l'école.
À sa naissance et pendant une partie de sa vie, son prénom est écrit Wladimir. Il adopte une graphie plus moderne, Vladimir, lors de la sortie de son livre consacré au millénaire du baptême du prince Vladimir, en 1988.

### Médiéviste français
Vladimir Vodoff est élève de l'École des chartes de 1954 à 1958. La thèse qu'il y soutient est intitulée Recherches sur les représentations scéniques de la crèche et les chants de la Nativité en Ukraine au XVIIIe siècle et leur expansion. Agrégé de russe en 1959, il enseigne ensuite dans plusieurs lycées de différentes régions de France.
À partir de 1968, il est assistant agrégé, maître-assistant puis chargé d'enseignement à l'université de Lille. En 1971, il devient directeur d'études à l'École pratique des hautes études. Il y reste pendant trente ans, jusqu'à son départ en retraite en 2001. Sa direction d'études s'intitule « Histoire et philologie russes ». Il soutient en 1985 une thèse d'habilitation intitulée Principauté russe et diplomatie princière (Xe – XVIe siècle).
Il est un des rares enseignants français spécialistes d'histoire médiévale russe, étendue jusqu'au XVIIIe siècle. En 2004, l'Académie des inscriptions et belles-lettres lui décerne le prix Salomon Reinach pour son dernier ouvrage et l'ensemble de son œuvre,.

### Les sources, l'Église et les princes
Son enseignement et son œuvre se développent selon trois axes. En chartiste, il se consacre à l'édition de sources et à la bibliographie, domaines dans lequel ses travaux aboutissent à la direction d'un répertoire publié en 1998, Histoire des Slaves orientaux des origines à 1689 : Bibliographie des sources traduites en langues occidentales, qui « recèle une matière fort intéressante » et qui est « clairement structuré ». C'est Vladimir Vodoff qui fait connaître en France les écrits sur écorce de bouleau que les archéologues trouvent à Novgorod.
Il s'intéresse également à l'histoire de l'Église. Il publie en 1988, pour le millénaire du baptême du prince Vladimir, Naissance de la chrétienté russe. Ce livre est salué comme « oeuvre scientifique », il est « venu à point nommé » et ses qualités sont soulignées,,, même si son titre fait débat. Le Monde y consacre un article. Les principaux travaux d'histoire ecclésiastique russe de Vladimir Vodoff sont réunis en 2003 dans le recueil Autour du mythe de la sainte Russie, qui réunit vingt-cinq articles,,.
De plus, Vladimir Vodofff se penche sur la fonction princière, en particulier dans la principauté de Tver, et son évolution. Ses publications sur ce sujet forment la matière du recueil publié en 1989 et intitulé Princes et principautés russes, Xe – XVIIe siècle, qui réunit quinze articles dont l'apport méthodologique et la rigueur sont soulignés,.
Vladimir Vodoff dirige deux numéros spéciaux de la Revue des études slaves, l'un en 1991, intitulé Rus' de Kiev et Russie moscovite : culture et société, et le second en 1998, qui compare La Chrétienté latine et les Slaves orientaux.
Marié, Vladimir Vodoff a deux enfants. Il meurt le 14 janvier 2009 à Fontainebleau, emporté par la maladie de Parkinson dont il est atteint depuis plusieurs années.

## Ouvrages

### Ouvrages personnels
- Naissance de la chrétienté russe : La conversion du prince Vladimir de Kiev (988) et ses conséquences (Xe – XIIIe siècles), Paris, Fayard, 1988, 494 p. (ISBN 9782213021096)[7],[8],[9],[10],[11],[12].
- Princes et principautés russes, Xe – XVIIe siècles, Northampton, Variorum reprints, 1989, 348 p. (ISBN 9780860782520)[16],[17].
- Autour du mythe de la Sainte Russie : Christianisme, pouvoir et société chez les Slaves orientaux (Xe – XVIIe siècles), Paris, Institut d'Etudes slaves, coll. « Cultures et sociétés de l'Est » (no 37), 2003, 288 p. (ISBN 978-2-7204-0373-6)[13],[14],[15].
- Autour du Moyen Âge russe : trente années de recherche, Paris, Institut d'Etudes slaves, coll. « Cultures et sociétés de l'Est » (no 38), 2003, 165 p. (ISBN 2-7204-0374-1).

### Direction d'ouvrages collectifs
- Rus´ de Kiev et Russie moscovite : Revue des études slaves, t. 63, 1991 (lire en ligne).
- La Chrétienté latine et les Slaves orientaux : Revue des études slaves, t. 70, 1998 (lire en ligne).
- Histoire des Slaves orientaux des origines à 1689 : Bibliographie des sources traduites en langues occidentales (allemand, anglais, français, italien, latin), par André Berelovitch, Matei Cazacu et Pierre Gonneau, Paris, CNRS, 1998, coll. « Institut d'études slaves, collection historique » (no 39), 1998, 256 p. (ISBN 978-2271056092, lire en ligne)[5],[6].

### Notices biographiques
- « Vladimir Vodoff | Dictionnaire prosopographique de l'EPHE », sur prosopo.ephe.psl.eu (consulté le 12 juillet 2022).
- Pierre Gonneau et Jean Vezin, « Vladimir Vodoff (1935-2009) », Bibliothèque de l'École des chartes, vol. 169, no 2,‎ 2011, p. 685–688 (lire en ligne, consulté le 10 juillet 2022).